# Cortex (Film)
Cortex ist ein Thriller von Moritz Bleibtreu, der am 22. Oktober 2020 in die deutschen Kinos kam.

## Handlung
Hagen plagen unkontrollierte Schlafphasen, in denen er zwischen Traum und Realität nicht mehr unterscheiden kann, worunter auch die angeschlagene Beziehung zu seiner Frau Karoline mit jedem Tag mehr leidet. Ihr Seitensprung mit dem jungen Kleinkriminellen Niko sorgt bei Hagen für Albträume, was eine Kettenreaktion in Gang setzt, die die Leben beider Männer drastisch verändern soll.

## Produktion

### Filmstab und Filmförderung
Es handelt sich bei dem Film um das Regiedebüt von Moritz Bleibtreu, der auch das Drehbuch schrieb.
Der Film erhielt Produktionsförderungen in Höhe von 632.000 Euro vom Deutschen Filmförderfonds, in Höhe von 550.000 Euro von der Filmförderung Hamburg Schleswig-Holstein und 200.000 Euro vom Medienboard Berlin-Brandenburg.

### Besetzung und Dreharbeiten

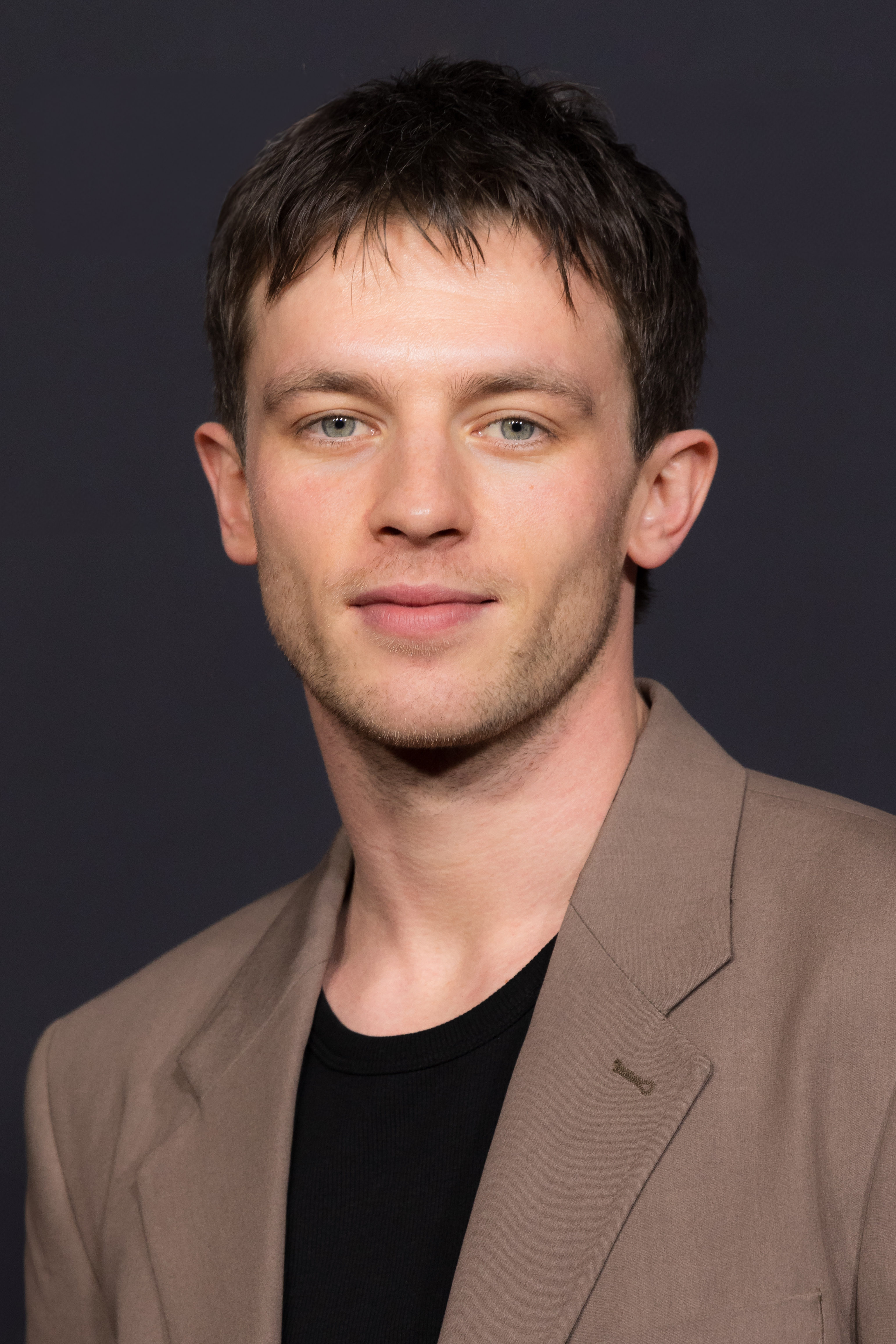
Jannis Niewöhner spielt Niko

Regisseur Moritz Bleibtreu spielt in der Hauptrolle Hagen, Jannis Niewöhner spielt Niko. In weiteren Rollen sind Nadja Uhl als Karoline, Anna Böttcher als Frau Maischberg, Farba Dieng als Lan, Arnel Taci in der Rolle von Avi und Martin Klempnow zu sehen.
Die Dreharbeiten fanden von Ende Februar bis Mitte April 2019 in Hamburg und Berlin statt. Als Kameramann fungierte Thomas W. Kiennast.

### Veröffentlichung
Die Premiere fand am 25. September 2020 beim Filmfest Hamburg statt. Anschließend wurde Cortex auch beim Zurich Film Festival gezeigt. Am 22. Oktober 2020 kam der Film in die deutschen Kinos. Im November 2020 wurde er beim Tallinn Black Nights Film Festival in der Sektion Rebels With A Cause vorgestellt. Das Festival stand im Fokus New German Cinema.

## Rezeption

### Altersfreigabe
In Deutschland wurde der Film von der FSK ab 16 Jahren freigegeben. In der Freigabebegründung heißt es, der Film weise viele typische Genremerkmale auf und sei von einer düster-geheimnisvollen Atmosphäre und einer komplexen Handlung geprägt, bei der Realität und Phantasie fließend ineinander übergehen. Im Zusammenspiel mit diesen Aspekten könnten bedrohliche Passagen, einzelne, auch überraschende und teils drastisch bebilderte Gewaltausbrüche sowie die oft derbe Sprache Kinder und Jugendliche unter 16 Jahren verunsichern und emotional überfordern.

### Kritiken
Die Filmkritikerin Antje Wessels schreibt, Cortex strapaziere die Nerven seines Publikums auf die wohl angenehmste Weise: „Bleibtreu fordert seine Zuschauer heraus; wirft ihnen einzelne Erzählbrocken vor die Füße, die wie Puzzleteile schließlich ein großes Ganzes ergeben. Die zentralen Fragen: Wer ist Hagen? Was hat es mit den Träumen auf sich? Und wer um aller Welt ist dieser junge Mann, der in seinen Träumen eine Affäre mit seiner Ehefrau hat?“ Habe man den entscheidenden Kniff des Films durchschaut, sei schon einmal viel gewonnen, doch das komplette Rätsel zu entschlüsseln werde einem bei einem einzigen Mal Schauen kaum gelingen, da sich hierfür zu viele Details finden, die einer genaueren Betrachtung bedürfen, so Wessels.
Die Redaktion von Cinema fand, der Film stelle „den Zuschauer vor immer neue Herausforderungen“ und ließe „ihn zwischenzeitlich an seinem Verstand zweifeln“. Der Regisseur erzähle die Geschichte von „vertauschten Identitäten, von Entfremdung und Klarträumen“ in „kraftvollen Kinobildern“. „Wer Spaß daran hat, sich auf ein verschlungenes Denkspiel einzulassen, der kommt an „Cortex“ nicht vorbei.“ Das Fazit lautet daher: „Ein bildstarkes Regiedebüt, das seine Zuschauer fordert.“
Kritiker Christopher Schmitt von Prisma fand, die nichtlinear erzählte Geschichte sei „das Gegenteil von Popcorn-Unterhaltung“ und spiele „mit den Grenzen zwischen Traum und Realität und mit den Erwartungen des Zuschauers“. Die Figuren wissen uneingeschränkt zu überzeugen, bis in die Nebenrollen wirke der bis zum Schluss spannende Psychothriller hochklassig und auf den Punkt besetzt. Schmitt schätzte, „Freunden der leichten Kinokost ist der Genrefilm möglicherweise zu verkopft und zu überambitioniert. Wer verspulte Psychothriller und ein cleveres Drehbuch jedoch zu schätzen weiß und nicht auf jede Frage eine Antwort erwartet, darf sich über frischen Wind für das deutsche Kino freuen.“

### Auszeichnungen
Tallinn Black Nights Film Festival 2020
- Nominierung in der Sektion Rebels with A Cause[11]